# اینگرسل لاکوود
اینگرسل لاک وود وکیل و نویسنده آمریکایی بود. عمده شهرت وی به نوشتن رمان کودکانه بارون ترامپ مربوط است. همچنین او کتاب‌های بسیار زیادی دیگر همچون آخرین رئیس‌جمهور و یک بازی را نیز نوشته‌است.